# Jenkovce
Jenkovce est un village de Slovaquie situé dans la région de Košice.

## Histoire
Première mention écrite du village en 1288.

## Démographie

### Évolution de la population
| Année:               | 1994. | 2004.   | 2014.   | 2024.   |
| -------------------- | ----- | ------- | ------- | ------- |
| Nombre de personnes: | 416   | 429     | 449     | 407     |
| Différence:          |       | +3,12 % | +4,66 % | -9,35 % |

| Année:               | 2023. | 2024.   |
| -------------------- | ----- | ------- |
| Nombre de personnes: | 410   | 407     |
| Différence:          |       | -0,73 % |

## Politique
| Nom            | Parti politique      | Date de l'élection | Fin du mandat |
| -------------- | -------------------- | ------------------ | ------------- |
| Jaroslav André | Candidat indépendant | 02.12.2006         | Déc. 2010     |